# Alessandro Valperga di Maglione
Alessandro Bonifacio Valperga, conte di Maglione e del Valpergato (Valperga, ... – Valperga, 1817), è stato un politico italiano, sindaco di Torino nel 1790.

## Biografia
Figlio di Francesco Andrea (morto nel 1801) e di Anna di Geronimo Marchisio, nobile di Chieri, dopo la laurea in legge fu ambasciatore del regno di Sardegna, prima presso la Repubblica di Genova, poi presso lo Stato Pontificio.
Fu anche gentiluomo di camera e, dal 1786, il primo governatore laico del collegio dei nobili.
Ebbe l'incarico di sindaco di Torino nel 1790, con l'avvocato Pietro Pinchia.
Morì nel 1817.